# Numia diffissa
Numia diffissa là một loài bướm đêm trong họ Geometridae.